# باب مک‌کارتی (بازیکن فوتبال)
باب مک‌کارتی (انگلیسی: Bob McCarthy؛ زادهٔ ۲ نوامبر ۱۹۴۸) بازیکن فوتبال اهل بریتانیا است.
از باشگاه‌هایی که در آن بازی کرده‌است می‌توان به باشگاه فوتبال پول تاون، باشگاه فوتبال ساوت‌همپتون، و باشگاه فوتبال کاوز اسپورتز اشاره کرد.